# بوبي روس (لاعب كرة قدم أمريكية)
بوبي روس (بالإنجليزية: Bobby Ross)‏ هو لاعب كرة قدم أمريكية أمريكي، ولد في 23 ديسمبر 1936 في ريتشموند في الولايات المتحدة.

## وصلات خارجية
- بوبي روس على موقع كلية كرة السلة في سبورتس رفرنس.كوم (الإنجليزية)
- بوبي روس على موقع إن إن دي بي (الإنجليزية)